# Afrykarium
Afrykarium – oceanarium prezentujące ekosystemy wodne (morskie i słodkowodne) oraz lądowe fauny Afryki na terenie Ogrodu Zoologicznego we Wrocławiu. Kompleks otwarto 26 października 2014 roku – jest pierwszym tego typu obiektem w Polsce. 
Obiekt podzielono na część zewnętrzną prezentujące wybrzeże Namibii w postaci dwóch basenów z plażami dla kotików afrykańskich (3600 m³) oraz pingwinów przylądkowych (2460 m³), rozdzielonych od siebie budynkiem w kształcie statku, w którym ulokowano restauracje z tarasem widokowym oraz część wewnętrzną z budynkiem żelbetowym o długości 160,1 metrów, szerokości 53,9 metrów oraz wysokości 15-12 metrów, w którym prezentowane są ekspozycje czterech biotopów:  
1. Fauna plaży i rafy koralowej Morza Czerwonego z basenem 900 m³.
2. Fauna Afryki Wschodniej z basenem hipopotamów nilowych (900 m³) oraz rybami jezior Malawi i Tanganika.
3. Fauna Kanału Mozambickiego z basenem (3100 m³) prezentująca m.in. płaszczki i rekiny brunatne[3].
4. Fauna dżungli Konga z basenami manatów (1250 m³) i krokodyli nilowych (260 m³) oraz ptakami (hala wolnych lotów), m.in. czepigi rudawe, ibisy białowąse, toko nosaty i waruga[4].

Cały kompleks liczy 19 akwariów, basenów i zbiorników o łącznej powierzchni 4,6 tys. m² i pojemności ponad 15 milionów litrów wody, oczyszczanej przez 50 filtrów. W momencie otwarcia w afrykarium prezentowano kilka tysięcy zwierząt reprezentujących około 100 gatunków. Budowa obiektu kosztowała 220 milionów złotych.
Budynek zaprojektowali Mariusz Szlachcic oraz Dorota Szlachcic, a generalnym wykonawcą obiektu było wrocławskie przedsiębiorstwo PB Inter-System S.A.. Wznoszenie kompleksu rozpoczęto na początku 2012 roku, kończąc w październiku 2014 roku.

## Galeria

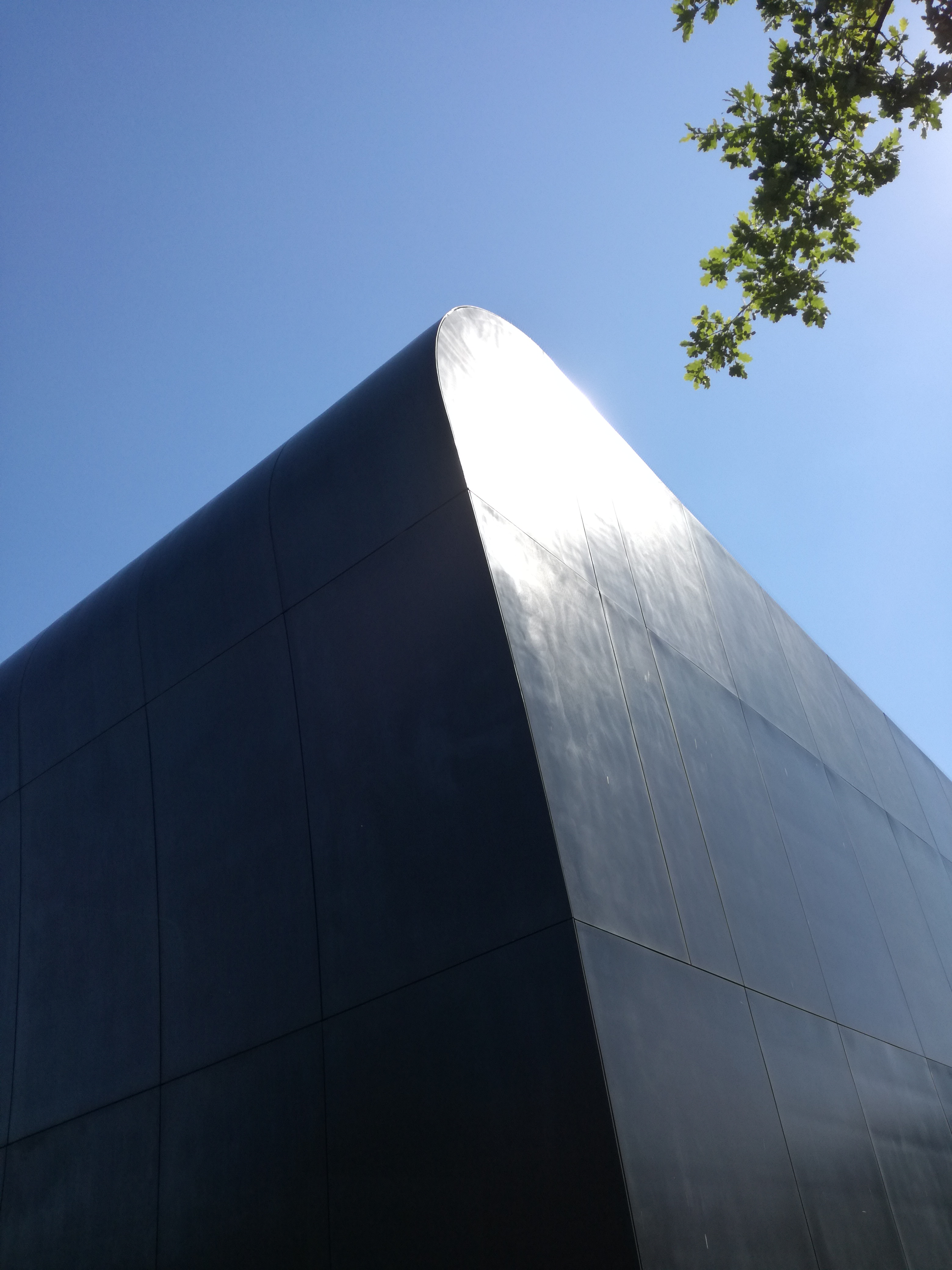
Zaokrąglony narożnik Afrykarium we Wrocławiu proj. Mariusza i Doroty Szlachciców
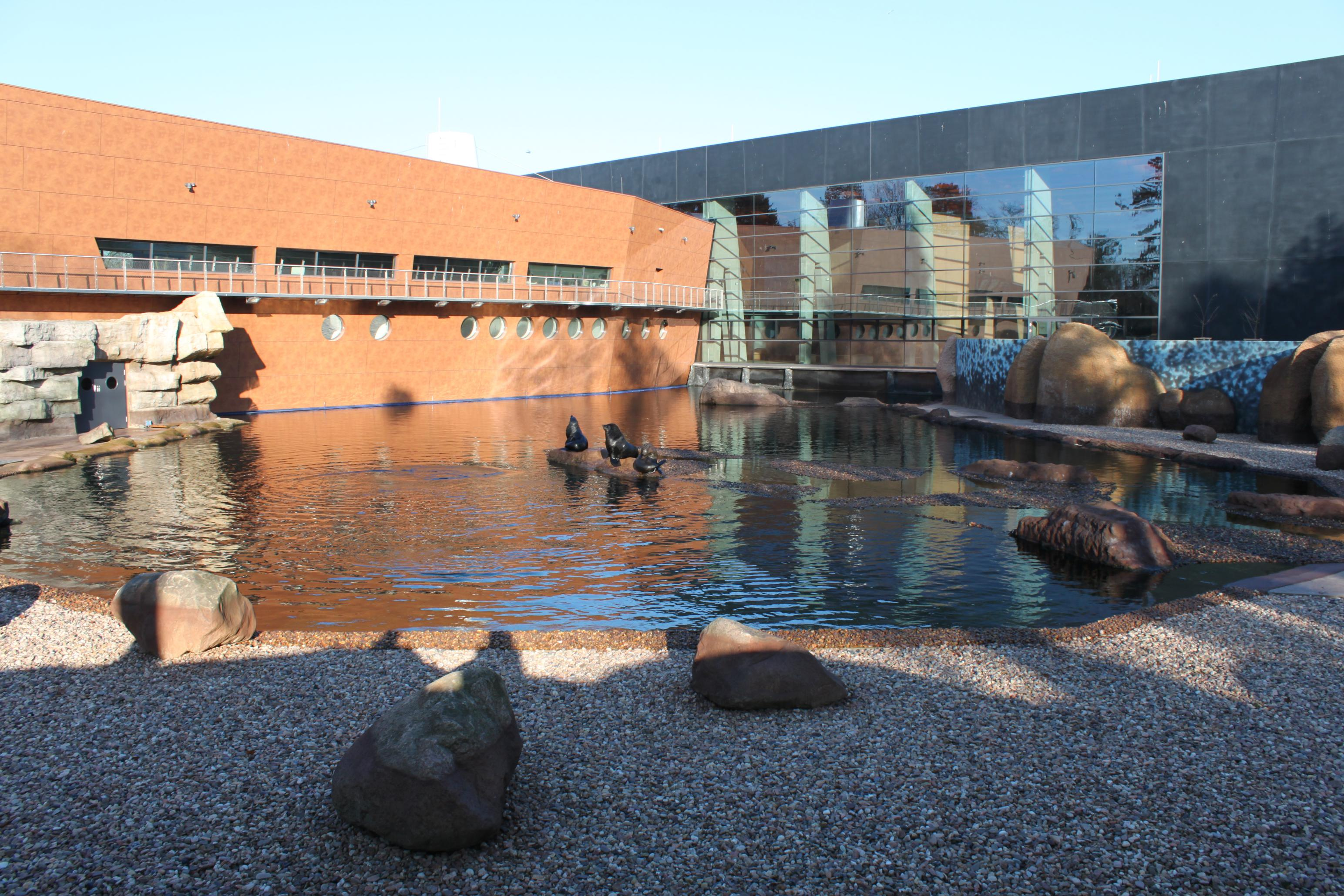
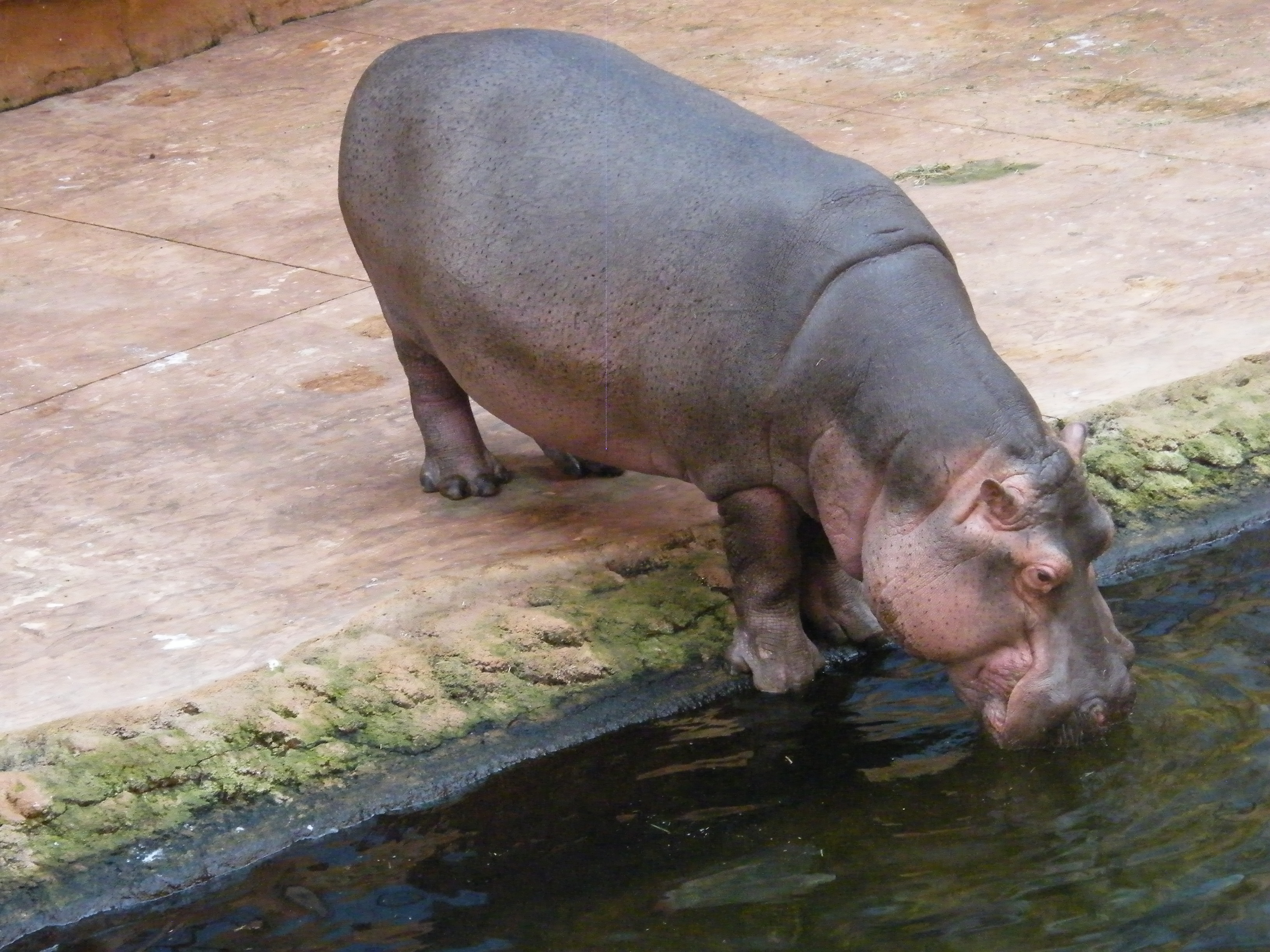
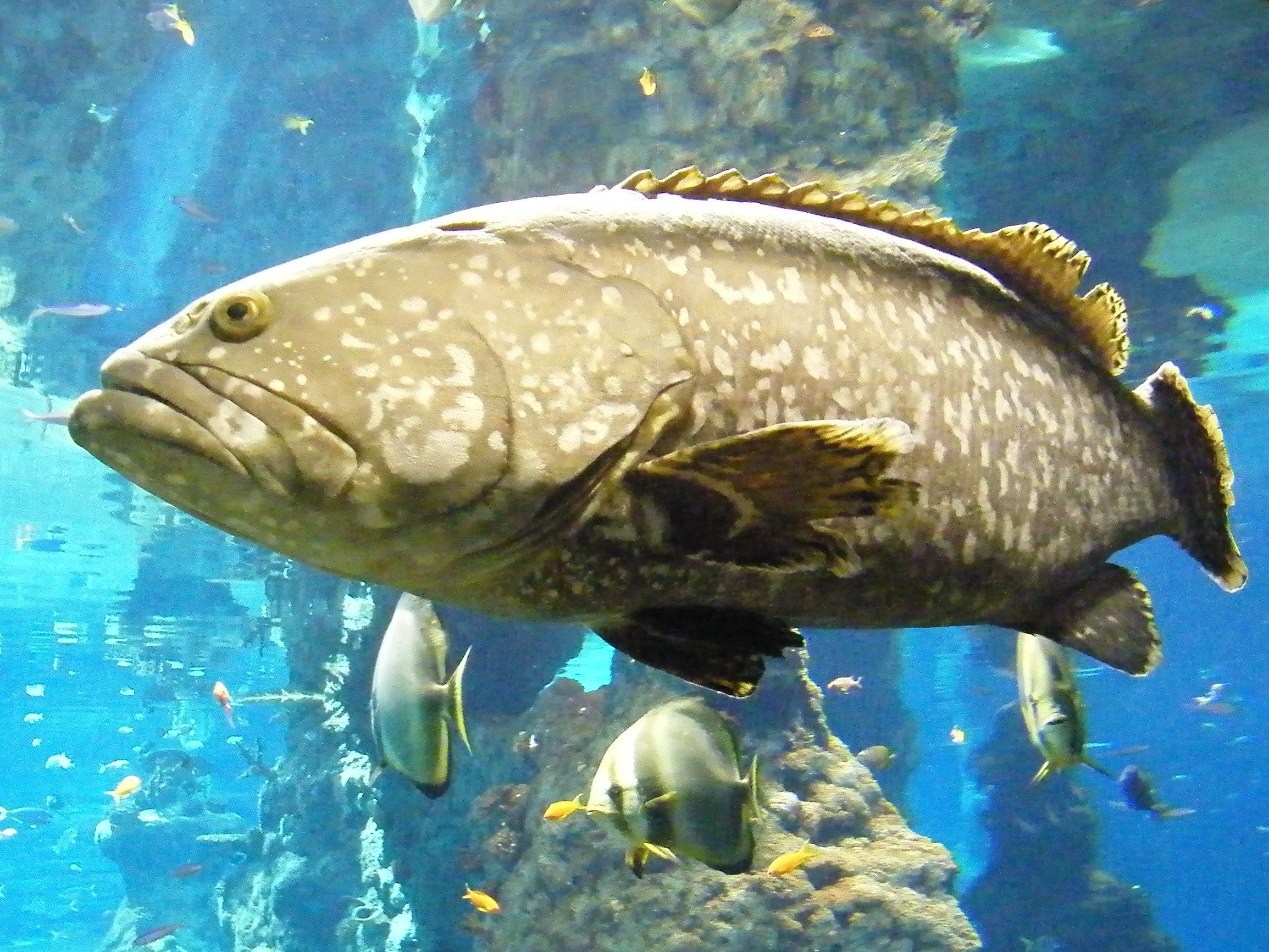
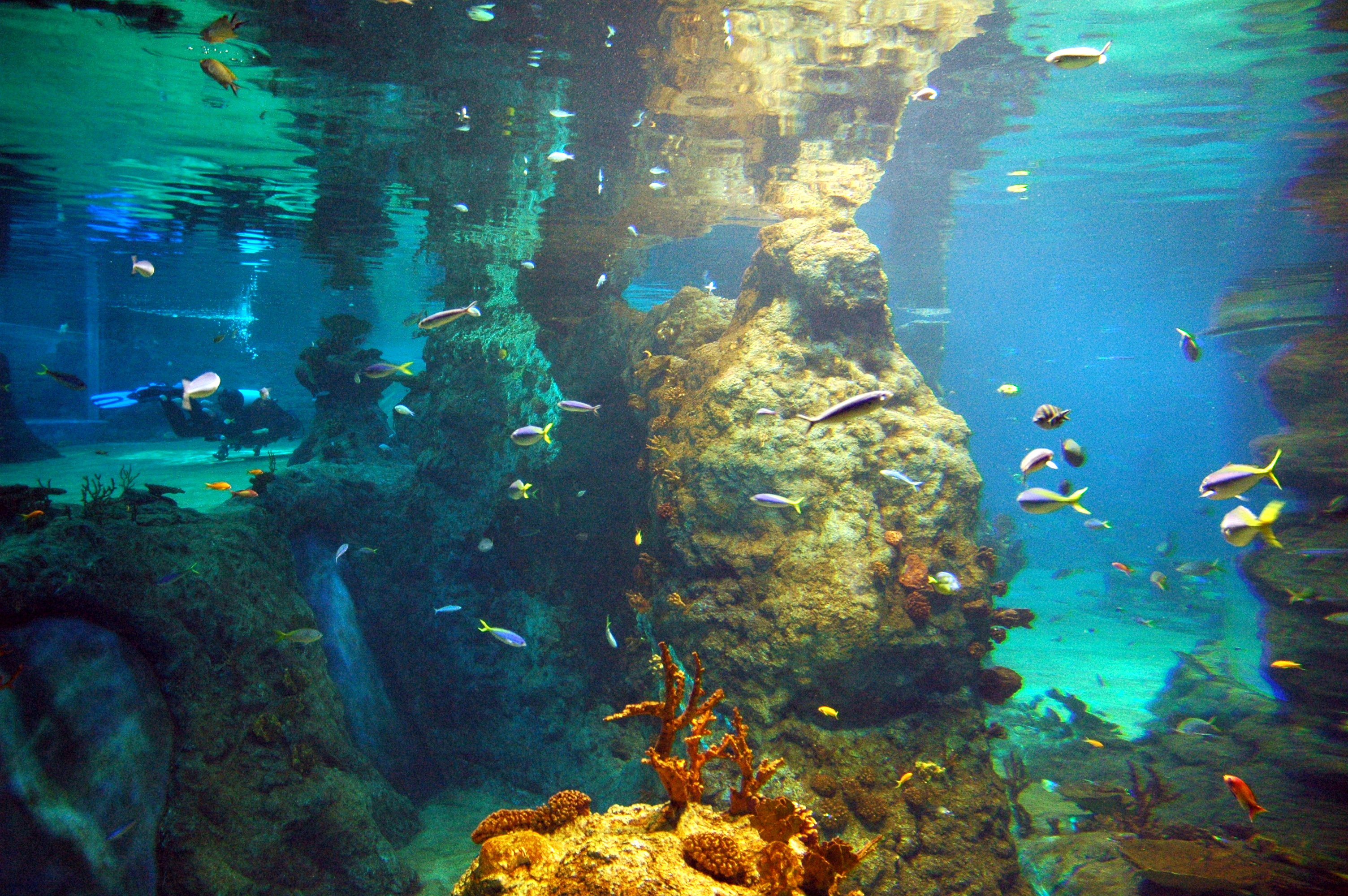